# Liste der Nummer-eins-Hits in Finnland (1973)
Dies ist eine Liste der Nummer-eins-Hits in Finnland im Jahr 1973. Sie basiert auf den offiziellen Single Top und den Album Top, die im Auftrag von Musiikkituottajat, der finnischen Landesgruppe der IFPI, erstellt werden.

## Singles
| | Liste der Nummer-eins-Hits in Finnland | Liste der Nummer-eins-Hits in Finnland | Liste der Nummer-eins-Hits in Finnland            | 1974 →                    |
| \| Zeitraum \| Wo. ges. \| Interpret \| Titel Autor(en) \| Zusätzliche Informationen \| \| (Zeitraum, Wochen auf Platz eins, Interpret, Titel, Autor[en], zusätzliche Informationen) \| \| \| \| \| \| ----------------------------------------------------------------------------------------- \| -------- \| ----------------------- \| ------------------------------------------------- \| ------------------------- \| \| Januar 1973 – Februar 1973 2 Monate \| 2 \| Fredi \| Puhu hiljaa rakkaudesta \| – \| \| März 1973 – April 1973 2 Monate \| 2 \| Joe Dassin \| Taka Takata Al Verlane \| – \| \| Mai 1973 1 Monat \| 1 \| Cliff Richard \| Power to All Our Friends Guy Fletcher, Doug Flett \| – \| \| Juni 1973 1 Monat \| 1 \| Elton John \| Crocodile Rock Elton John, Bernie Taupin \| – \| \| Juli 1973 – Oktober 1973 4 Monate \| 4 \| Rauli Badding Somerjoki \| Fiilaten ja höyläten \| – \| \| November 1973 1 Monat \| 1 \| Jukka Kuoppamäki \| Kultaa tai kunniaa \| – \| \| Dezember 1973 1 Monat \| 1 \| Rauli Badding Somerjoki \| Ja rokki soi \| – \| |                                        |                                        |                                                   |                           |
| |                                        |                                        |                                                   | → 1974 →                  |
| Zeitraum | Wo. ges.                               | Interpret                              | Titel Autor(en)                                   | Zusätzliche Informationen |
| (Zeitraum, Wochen auf Platz eins, Interpret, Titel, Autor[en], zusätzliche Informationen) |                                        |                                        |                                                   |                           |
| Januar 1973 – Februar 1973 2 Monate | 2                                      | Fredi                                  | Puhu hiljaa rakkaudesta                           | –                         |
| März 1973 – April 1973 2 Monate | 2                                      | Joe Dassin                             | Taka Takata Al Verlane                            | –                         |
| Mai 1973 1 Monat | 1                                      | Cliff Richard                          | Power to All Our Friends Guy Fletcher, Doug Flett | –                         |
| Juni 1973 1 Monat | 1                                      | Elton John                             | Crocodile Rock Elton John, Bernie Taupin          | –                         |
| Juli 1973 – Oktober 1973 4 Monate | 4                                      | Rauli Badding Somerjoki                | Fiilaten ja höyläten                              | –                         |
| November 1973 1 Monat | 1                                      | Jukka Kuoppamäki                       | Kultaa tai kunniaa                                | –                         |
| Dezember 1973 1 Monat | 1                                      | Rauli Badding Somerjoki                | Ja rokki soi                                      | –                         |

## Alben
| | Liste der Nummer-eins-Hits in Finnland | Liste der Nummer-eins-Hits in Finnland | Liste der Nummer-eins-Hits in Finnland | 1974 →                    |
| \| Zeitraum \| Wo. ges. \| Interpret \| Titel \| Zusätzliche Informationen \| \| (Zeitraum, Wochen auf Platz eins, Interpret, Titel, zusätzliche Informationen) \| \| \| \| \| \| ------------------------------------------------------------------------------ \| -------- \| ------------ \| ----------------------------- \| ------------------------- \| \| Januar 1973 – Februar 1973 2 Monate (insgesamt 3) \| 3 \| Fredi \| Niin paljon kuuluu rakkauteen \| – \| \| März 1973 – Juli 1973 5 Monate \| 5 \| Alice Cooper \| Billion Dollar Babies \| – \| \| August 1973 – Oktober 1973 3 Monate \| 3 \| Gary Glitter \| Touch Me \| – \| \| November 1973 1 Monat \| 1 \| David Bowie \| Pinups \| – \| \| Dezember 1973 – März 1974 4 Monate \| 4 \| Hector \| Herra Mirandos \| – \| |                                        |                                        |                                        |                           |
| |                                        |                                        |                                        | → 1974 →                  |
| Zeitraum | Wo. ges.                               | Interpret                              | Titel                                  | Zusätzliche Informationen |
| (Zeitraum, Wochen auf Platz eins, Interpret, Titel, zusätzliche Informationen) |                                        |                                        |                                        |                           |
| Januar 1973 – Februar 1973 2 Monate (insgesamt 3) | 3                                      | Fredi                                  | Niin paljon kuuluu rakkauteen          | –                         |
| März 1973 – Juli 1973 5 Monate | 5                                      | Alice Cooper                           | Billion Dollar Babies                  | –                         |
| August 1973 – Oktober 1973 3 Monate | 3                                      | Gary Glitter                           | Touch Me                               | –                         |
| November 1973 1 Monat | 1                                      | David Bowie                            | Pinups                                 | –                         |
| Dezember 1973 – März 1974 4 Monate | 4                                      | Hector                                 | Herra Mirandos                         | –                         |

Siehe auch: Nummer-eins-Hits 1973 in  Australien, Belgien, Deutschland, Frankreich, Irland, Italien, Japan, Kanada, Neuseeland, den Niederlanden, Norwegen, Österreich, der Schweiz, Spanien, den Vereinigten Staaten und im Vereinigten Königreich.